# Athyrium costulalisorum
Athyrium costulalisorum är en majbräkenväxtart som beskrevs av Ren-Chang Ching. Athyrium costulalisorum ingår i släktet Athyrium och familjen Athyriaceae. Inga underarter finns listade.